# 王貞儀
王 貞儀（おう ていぎ、1768年（乾隆33年） - 1797年（嘉慶2年））は、清代の著名な女性科学者である。天文学・数学・地理学、そして医学といった主題における独学に根気強く励み、女性の権利を妨げる当時の封建的な習慣を打ち破った。天文学・数学・詩の分野における貢献で名高い強靭で知的な女性であった。彼女は高く評価される学者であり、「18世紀中国の驚くべき女性」である。

## 生涯

### 幼少期と家族
王貞儀の家系はもともと泗州天長県の出だったが、祖父の代で江寧府（現在の南京）に移り住んだ。彼女は幼少期から読書を大変好み、非常に聡明だった。
彼女の家族は祖父母と父から構成されていた。祖父の王者輔は豊城知県、宣化府知府であった。王者輔は読書に対する深い愛と共に広く深遠な知性を有しており、75以上の本棚からなる蔵書を所有した。父の王錫琛は科挙に失敗し、その代わりに医学を学んだ。彼は自身の発見を4巻からなる『医方験鈔』にまとめた。王貞儀の天文学の最初の教師は祖父で、祖母の董氏からは詩を学んだ。父は医学・地理学・数学を彼女に教えた。
王者輔は1782年（乾隆47年）に亡くなり、家族は葬儀のために万里の長城に近い吉林に旅立った 。彼らは5年間その地に留まり、王貞儀はそこで祖父の蔵書から更なる知識を獲得しただけでなくモンゴルの将軍の妻に馬術・弓術・武術を習った。
16歳の時、王貞儀は父と共に長江南部を旅しながら首都に戻った。陝西・湖北・広東といった地を実際に訪れたことで、彼女は見識を広げ、経験を豊かなものにした。18歳のとき、自身の詩を通して江寧府（現在の南京）の女性学者たちと親しくなった。また天文学と数学の研究に焦点を絞った。その大半は独学であった。25歳の時、寧国府宣城県出身の詹枚という男性と結婚した。結婚後、彼女は詩と、数人の男子学生に教えていた数学と天文学の知識でより名を知られるようになった。その後、29歳で死去した。子供はいなかった。

## 学問的業績
29歳で夭折したが、王貞儀は学問の世界において功績を残した。彼女は天文学と数学において卓越していた。彼女の貢献の一つは、自身の論説『歳差日至辨疑』で天体現象に対する見解を述べるのを可能にしたことだった。

## 詩
科学者としてだけでなく、詩人としても高名だった。

## 死後
彼女の作品は友人に託された。

## 残したもの
彼女は男女の平等機会の均等を信じていた。